# Maafushi
Maafushi (Dhivehi: މާފުށި) es una de las islas habitadas del Atolón de Kaafu y la capital de la provincia de Medhu Uthuru. Es conocida por su prisión.

## Historia
Maafushi fue gravemente dañada por el tsunami del 2004 que tuvo un impacto en más de 100.000 de los 300.000 habitantes de las Maldivas. La Federación internacional de las sociedades de Cruz Roja y Mezzaluna Roja, apoyada por las organizaciones irlandesas y americanas de la Cruz roja, empezó a trabajar en un sistema de alcantarillas el 10 de agosto de 2006. La Federación internacional  también financió la construcción de casas para aquellos que perdieron la suya durante el tsunami. Ambos programas fueron realizados en colaboración con contratistas comerciales y con el apoyo y la participación de la comunidad local.

## Geografía
La isla está situada a 26 km al sur de la capital del país, Malé.

## Economía
Maafushi es una de las islas de las Maldivas con una próspera economía local. Mientras más de sesenta familias benefician directamente del sector pesquero, la industria del turismo ha empezado una nueva etapa a partir de 2010. Gracias al reglamento del Gobierno que permite la apertura de pensiones en las islas locales, Maafushi fue la primera en invertir en alojamientos turísticos. La primera guest house fue abierta en enero de 2010 y desde entonces muchos otros han abierto y han proporcionado a la comunidad local entradas de moneda extranjera. Los turistas de las cercanas islas turísticas la visitan porque ofrece la oportunidad de ir de compras en las tiendas de suvenir.